# Kleingebiet Kiskunfélegyháza
Das Kleingebiet Kiskunfélegyháza (ungarisch Kiskunfélegyházi kistérség) war bis Ende 2012 eine ungarische Verwaltungseinheit (LAU 1) innerhalb des Komitats Bács-Kiskun in der Südlichen Großen Tiefebene. Im Zuge der Verwaltungsreform von 2013 wurden sechs Gemeinden dem nachfolgenden Kreis Kiskunfélegyháza (ungarisch Kiskunfélegyházi járás), zwei Gemeinden dem Kreis Kecskemét und die Großgemeinde (ungarisch nagyközség) Tiszaalpár dem Kreis Tiszakécske zugeordnet.
Das Kleingebiet hatte 44.637 Einwohner (Ende 2012) auf einer Fläche von 717,51 km² und umfasste 9 Gemeinden.
Der Verwaltungssitz war in Kiskunfélegyháza.

## Stadt
- Kiskunfélegyháza (29.567 Ew.)

## Gemeinden
| Bugac      | Bugacpusztaháza | Fülöpjakab    | Gátér      |
| Kunszállás | Pálmonostora    | Petőfiszállás | Tiszaalpár |

Koordinaten: 46° 41′ N, 19° 49′ O